# تپه گاومیش اولن
تپه گاومیش اولن مربوط به عصر آهن - دوره اشکانیان است و در شهرستان اردبیل، بخش مرکزی، دستان بالغلو، روستای قاسم قشلاقی واقع شده و این اثر در تاریخ ۲۷ بهمن ۱۳۸۷ با شمارهٔ ثبت ۲۴۵۲۳ به‌عنوان یکی از آثار ملی ایران به ثبت رسیده است.